# Maesa macrothyrsa
Maesa macrothyrsa är en viveväxtart som beskrevs av Friedrich Anton Wilhelm Miquel. Maesa macrothyrsa ingår i släktet Maesa och familjen viveväxter. Inga underarter finns listade i Catalogue of Life.